# Collégiale Sainte-Marie de Clans
La collégiale Sainte-Marie est une église catholique située à Clans, en France.

## Localisation
L'église est située dans le département français des Alpes-Maritimes, sur la commune de Clans.

## Historique

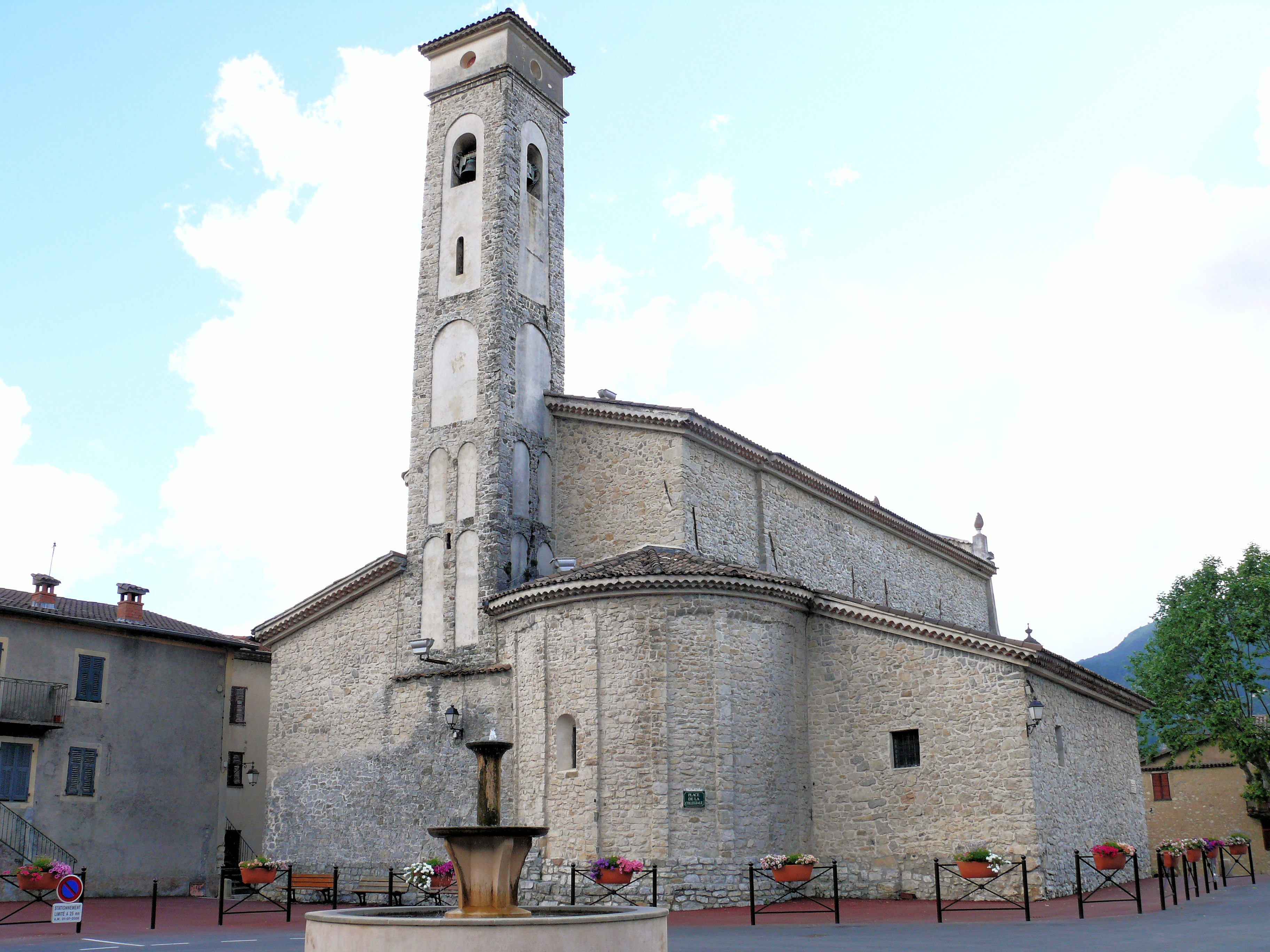
Le chevet avec l'abside romane
et le clocher.

La première mention de Clans apparaît en 1066 sous le nom de Castrum de Clansis. Le fief de Clans appartient à la famille de Glandèves au XIe siècle. L'église est donnée à cette date à l'évêque de Nice. De l'église romane, il subsiste l'abside semi-circulaire en petits moellons, en annexe derrière le chœur actuel. Elle a un décor de lésènes. À côté se trouve le clocher. La partie supérieure a été surélevée au moment de la reconstruction de l'église.
L'église a été érigée en collégiale par un bref du pape Innocent II, en 1137, à la demande de l'évêque de Nice, Pierre Ier. Le chapitre de la collégiale comprend 4 chanoines dont un archiprêtre. Les documents de l'église, dont le titre de fondation et les statuts primitifs, ont disparu. On peut supposer que les chanoines suivaient la Règle de saint Augustin. 
À partir de 1572, la reconstruction de la collégiale commence par le porche.
Le gros œuvre de la collégiale baroque est construit entre 1681 et 1686. On trouve la date de 1684 sur le portail d'entrée. Les vantaux portent la date de 1702. Les décors des autels latéraux et du maître autel sont progressivement réalisés jusqu'à la Révolution. La porte de la sacristie attenante à la collégiale porte la date de 1774. Le maître autel est reconstruit en 1781.
La collégiale est consacrée par l'évêque de Nice, Mgr Valperga, le 17 juillet 1784.
Les armées françaises commencent à occuper le Comté de Nice à la fin de septembre 1792. Les lois françaises concernant la religion et les biens de l'Église vont progressivement s'appliquer. Ce n'est qu'en 1794 que les troupes françaises vont occuper Clans et supprimer la collégiale. Les biens meubles et immeubles appartenant à l'église sont mis en vente le 16 thermidor an IV (3 août 1796). Les Clansois ne participent pas aux enchères qui sont emportées par un notaire de Roquesteron. Les Clansois ont caché les cloches, les vases sacrés (calices, ciboires), les ostensoirs, les encensoirs, les ornements, les livres sacrés et les registres de catholicité.
Après le retour du Comté de Nice à la maison de Savoie, le legs de l'ancien archiprêtre de la collégiale, Don Cagnoli, permet le rétablissement de la collégiale sous le titre de la Nativité de la Vierge Marie par un acte passé devant notaire à Nice, le 17 mars 1830. l'évêque de Nice, Mgr Galvano, publie la bulle d'érection et les nouveaux statuts de la Collégiale en 1838. Mais la loi dite d'incamération supprime la collégiale définitivement, le 5 mai 1855.
L'édifice est classé au titre des monuments historiques le 3 janvier 2000.

## Fresques

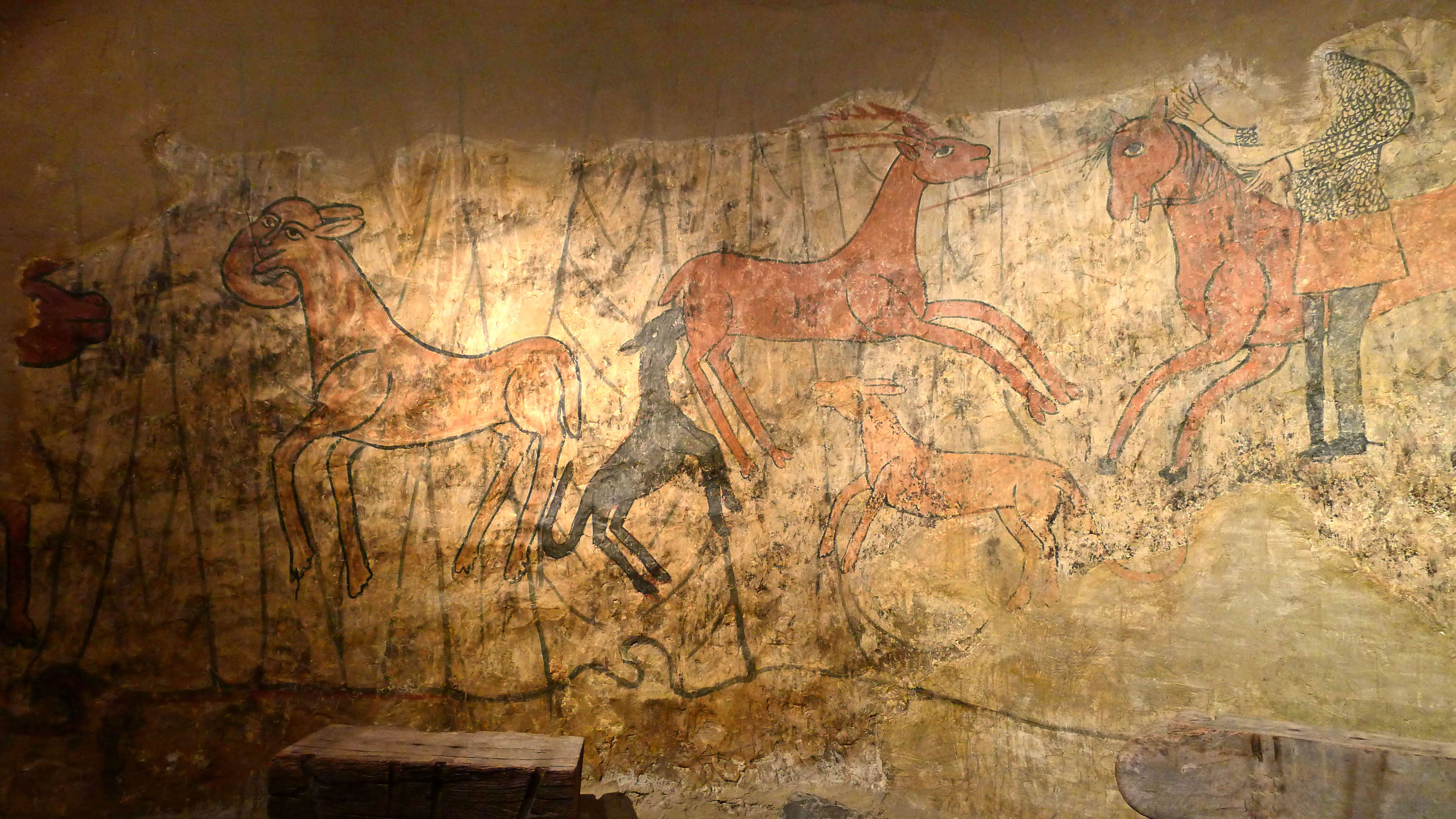
Peinture murale dans l'ancienne abside de la collégiale : scène de chasse.

Derrière le chœur actuel de l'église, on peut voir une peinture murale inattendue représentant une scène de chasse, avec une curieuse représentation d'un éléphant. Cette peinture se trouve dans l'ancienne abside, et doit dater probablement du XIVe siècle. Dans une pièce adjacente, on peut voir des peintures murales d'inspiration byzantine que Mgr Denis Ghilardi attribue au début du XIIIe siècle représentant deux épisodes de la vie de saint Pierre, un christ en gloire et une Annonciation. Cependant Philippe de Beauchamp juge que ces peintures ne doivent pas être antérieures au milieu du XIVe siècle.

## Mobilier
La base Palissy donne la liste du mobilier inscrit ou classé au titre des objets.
On trouve dans la collégiale deux bénitiers en pierre noire du XVIe siècle et des fragments de retable du XVIe siècle représentant saint Martin et sainte Agathe.

## L'orgue Grinda

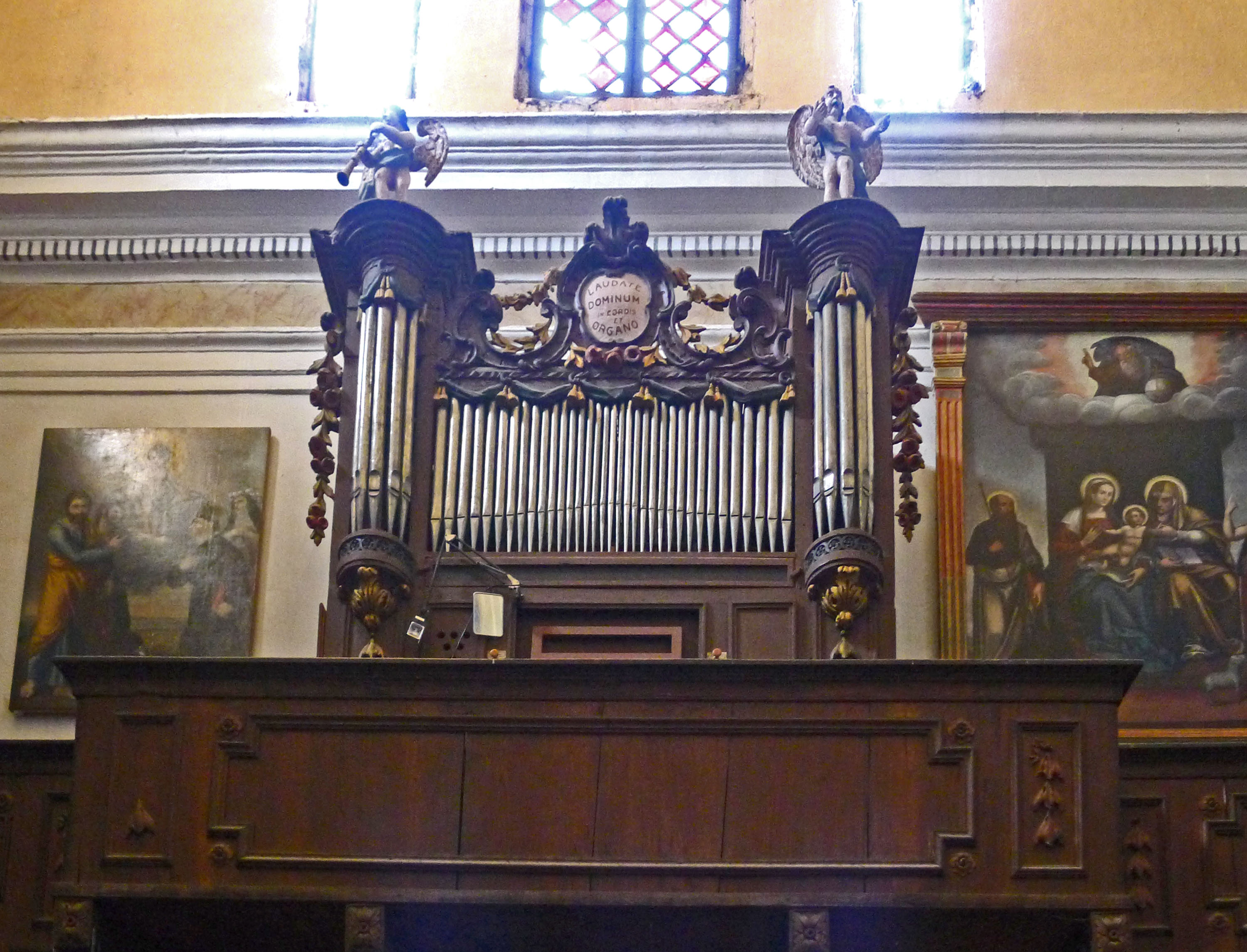
Orgue des Frères Grinda.

La convention pour la construction de l'orgue est passée le 23 février 1791 entre le conseil de fabrique et Honoré Grinda. Le chapitre s'engage à payer 1 050 lires de Piémont et la commune, 950 lires payables en dix ans. Cette commande est probablement due à l'initiative de l'archiprêtre de la collégiale, Joseph-François Cagnoli.
Après quelques retards de réalisation, l'orgue est installé sur la tribune, le 5 juin 1792.
Le 8 septembre 1792 est inauguré l'orgue d'Honoré Grinda. 
Les troubles engendrés par la Révolution vont entraîner des difficultés de paiement. En 1803, Honoré Grinda réclame le paiement de son dû au maire de Clans. Le maire lui répond que le conseil serait content s'il reprenait l'orgue pour la somme due par la commune. Honoré Grinda s'adresse alors au préfet Dubouchage qui se retourne vers le maire en lui demandant d'éteindre la dette. Un accord est finalement trouvé entre la commune de Clans et Honoré Grinda mais n'a été réglé qu'au bout d'une année.
L'orgue a été restauré en 1981-1982 par le facteur d'orgue Yves Cabourdin. L'orgue restauré a été inauguré le 26 et 27 juin 1982. L'orgue de Clans a conservé la plus grande partie de l'orgue d'origine. Ce sont des rares orgues de facture française dans le Comté de Nice où était très présente la facture italienne.
L'instrument a été protégé au titre des monuments historiques,,.